# Distretto di Develi
Il distretto di Develi (in turco Develi ilçesi) è uno dei distretti della provincia di Kayseri, in Turchia.